# Liga Intercalar de 2008–09
A Liga Intercalar 2008/2009 foi a segunda edição da Liga Intercalar.

## Modelo de Competição
Nesta edição, em relação à época anterior, também entraram equipas do sul, em que disputaram o campeonato separadamente das equipas do norte, e a final opôs o vencedor de cada uma das Zonas.

## Primeira Fase

### Zona Norte

#### Campeonato de Inverno
O Campeonato de Inverno da Zona Norte realizou-se entre 8 de Outubro e 11 de Dezembro de 2008.
O sorteio das jornadas foi a 25 de Setembro de 2008:
Equipas participantes
AF AveiroFeirense
AF PortoDesportivo das Aves, Boavista, Freamunde, Gondomar, Leixões, Paços de Ferreira, Porto, Varzim

|    | Equipa              | Pts | J | V | ESG | ECG | D | GM | GS | +/- | Comentários                   |
| -- | ------------------- | --- | - | - | --- | --- | - | -- | -- | --- | ----------------------------- |
| 1. | Porto               | 19  | 8 | 6 | 0   | 1   | 1 | 13 | 5  | +8  | Apurados para a fase seguinte |
| 2. | Gondomar            | 17  | 8 | 5 | 0   | 1   | 2 | 13 | 8  | +5  | Apurados para a fase seguinte |
| 3. | Freamunde           | 16  | 8 | 4 | 0   | 2   | 2 | 16 | 9  | +7  |                               |
| 4. | Leixões             | 13  | 8 | 3 | 2   | 1   | 2 | 9  | 8  | +1  |                               |
| 5. | Desportivo das Aves | 12  | 8 | 2 | 0   | 3   | 3 | 9  | 10 | -1  |                               |
| 6. | Feirense            | 10  | 8 | 1 | 0   | 3   | 4 | 5  | 10 | -5  |                               |
| 7. | Boavista            | 9   | 8 | 1 | 2   | 1   | 4 | 4  | 10 | -6  |                               |
| 8. | Varzim              | 8   | 8 | 1 | 3   | 1   | 3 | 5  | 8  | -3  |                               |
| 9. | Paços de Ferreira   | 6   | 8 | 1 | 1   | 1   | 5 | 7  | 13 | -6  |                               |

Jornadas
| 1ª Jornada (8 de Outubro) | 1ª Jornada (8 de Outubro) | 1ª Jornada (8 de Outubro) |
| ------------------------- | ------------------------- | ------------------------- |
| Equipa 1                  | Resultado                 | Equipa 2                  |
| Gondomar                  | 1 - 1                     | Leixões                   |
| Freamunde                 | 2 - 0                     | Feirense                  |
| Varzim                    | 0 - 1                     | Desportivo das Aves       |
| Paços de Ferreira         | 3 - 0                     | Boavista                  |

| 2ª Jornada (15 de Outubro) | 2ª Jornada (15 de Outubro) | 2ª Jornada (15 de Outubro) |
| -------------------------- | -------------------------- | -------------------------- |
| Equipa 1                   | Resultado                  | Equipa 2                   |
| Leixões                    | 0 - 4                      | Freamunde                  |
| Feirense                   | 1 - 1                      | Varzim                     |
| Desportivo das Aves        | 1 - 1                      | Paços de Ferreira          |
| Boavista                   | 1 - 0                      | Porto                      |

| 3ª Jornada (22 de Outubro) | 3ª Jornada (22 de Outubro) | 3ª Jornada (22 de Outubro) |
| -------------------------- | -------------------------- | -------------------------- |
| Equipa 1                   | Resultado                  | Equipa 2                   |
| Varzim                     | 0 - 0                      | Leixões                    |
| Freamunde                  | 3 - 0                      | Gondomar                   |
| Paços de Ferreira          | 1 - 2                      | Feirense                   |
| Porto                      | 2 - 1                      | Desportivo das Aves        |

| 4ª Jornada (29 de Outubro) | 4ª Jornada (29 de Outubro) | 4ª Jornada (29 de Outubro) |
| -------------------------- | -------------------------- | -------------------------- |
| Equipa 1                   | Resultado                  | Equipa 2                   |
| Feirense                   | 0 - 0                      | Porto                      |
| Leixões                    | 4 - 0                      | Paços de Ferreira          |
| Desportivo das Aves        | 3 - 0                      | Boavista                   |
| Gondomar                   | 2 - 1                      | Varzim                     |

| 5ª Jornada (5 de Novembro) | 5ª Jornada (5 de Novembro) | 5ª Jornada (5 de Novembro) |
| -------------------------- | -------------------------- | -------------------------- |
| Equipa 1                   | Resultado                  | Equipa 2                   |
| Porto                      | 2 - 0                      | Leixões                    |
| Paços de Ferreira          | 1 - 3                      | Gondomar                   |
| Varzim                     | 3 - 2                      | Freamunde                  |
| Boavista                   | 1 - 1                      | Feirense                   |

| 6ª Jornada (12 de Novembro) | 6ª Jornada (12 de Novembro) | 6ª Jornada (12 de Novembro) |
| --------------------------- | --------------------------- | --------------------------- |
| Equipa 1                    | Resultado                   | Equipa 2                    |
| Gondomar                    | 0 - 1                       | Porto                       |
| Leixões                     | 0 - 0                       | Boavista                    |
| Freamunde                   | 1 - 0                       | Paços de Ferreira           |
| Feirense                    | 1 - 1                       | Desportivo das Aves         |

| 7ª Jornada (19 de Novembro) | 7ª Jornada (19 de Novembro) | 7ª Jornada (19 de Novembro) |
| --------------------------- | --------------------------- | --------------------------- |
| Equipa 1                    | Resultado                   | Equipa 2                    |
| Desportivo das Aves         | 1 - 2                       | Leixões                     |
| Porto                       | 4 - 2                       | Freamunde                   |
| Boavista                    | 1 - 2                       | Gondomar                    |
| Paços de Ferreira           | 0 - 0                       | Varzim                      |

| 8ª Jornada (26 de Novembro) | 8ª Jornada (26 de Novembro) | 8ª Jornada (26 de Novembro) |
| --------------------------- | --------------------------- | --------------------------- |
| Equipa 1                    | Resultado                   | Equipa 2                    |
| Leixões                     | 2 - 0                       | Feirense                    |
| Gondomar                    | 3 - 0                       | Desportivo das Aves         |
| Freamunde                   | 1 - 1                       | Boavista                    |
| Varzim                      | 0 - 2                       | Porto                       |

| 9ª Jornada (3 de Dezembro) | 9ª Jornada (3 de Dezembro) | 9ª Jornada (3 de Dezembro) |
| -------------------------- | -------------------------- | -------------------------- |
| Equipa 1                   | Resultado                  | Equipa 2                   |
| Porto                      | 2 - 1                      | Paços de Ferreira          |
| Boavista                   | 0 - 0                      | Varzim                     |
| Feirense                   | 0 - 2                      | Gondomar                   |
| Desportivo das Aves        | 1 - 1                      | Freamunde                  |

#### Campeonato de Primavera
O Campeonato de Primavera da Zona Norte realizou-se entre 17 de Dezembro de 2008 e 21 de Março de 2009.
Equipas participantes
AF AveiroFeirense
AF PortoDesportivo das Aves, Boavista, Freamunde, Gondomar, Leixões, Paços de Ferreira, Porto, Trofense, Varzim

|     | Equipa              | Pts | J | V | ESG | ECG | D | GM | GS | +/- | Comentários                   |
| --- | ------------------- | --- | - | - | --- | --- | - | -- | -- | --- | ----------------------------- |
| 1.  | Paços de Ferreira   | 21  | 9 | 6 | 1   | 1   | 1 | 12 | 5  | +7  | Apurados para a fase seguinte |
| 2.  | Leixões             | 19  | 9 | 4 | 1   | 3   | 1 | 16 | 10 | +6  | Apurados para a fase seguinte |
| 3.  | Trofense            | 18  | 9 | 3 | 2   | 3   | 1 | 10 | 9  | +1  |                               |
| 4.  | Feirense            | 14  | 9 | 4 | 1   | 2   | 2 | 14 | 11 | +3  |                               |
| 5.  | Freamunde           | 15  | 9 | 3 | 0   | 3   | 3 | 14 | 13 | +1  |                               |
| 6.  | Varzim              | 14  | 9 | 4 | 0   | 1   | 4 | 15 | 13 | +2  |                               |
| 7.  | Boavista            | 11  | 9 | 3 | 0   | 1   | 5 | 12 | 16 | -4  |                               |
| 8.  | Porto               | 11  | 9 | 3 | 0   | 1   | 5 | 11 | 16 | -5  |                               |
| 9.  | Gondomar            | 7   | 9 | 2 | 1   | 0   | 6 | 15 | 19 | -4  |                               |
| 10. | Desportivo das Aves | 7   | 9 | 2 | 1   | 0   | 6 | 10 | 17 | -7  |                               |

Jornadas
| 1ª Jornada (17 de Dezembro) | 1ª Jornada (17 de Dezembro) | 1ª Jornada (17 de Dezembro) |
| --------------------------- | --------------------------- | --------------------------- |
| Equipa 1                    | Resultado                   | Equipa 2                    |
| Leixões                     | 2 - 0                       | Gondomar                    |
| Feirense                    | 2 - 2                       | Freamunde                   |
| Desportivo das Aves         | 0 - 1                       | Varzim                      |
| Boavista                    | 0 - 2                       | Paços de Ferreira           |
| Trofense                    | 1 - 0                       | Porto                       |

| 2ª Jornada (30 de Dezembro) | 2ª Jornada (30 de Dezembro) | 2ª Jornada (30 de Dezembro) |
| --------------------------- | --------------------------- | --------------------------- |
| Equipa 1                    | Resultado                   | Equipa 2                    |
| Gondomar                    | 2 - 3                       | Trofense                    |
| Porto                       | 1 - 2                       | Boavista                    |
| Freamunde                   | 2 - 2                       | Leixões                     |
| Varzim                      | 1 - 0                       | Feirense                    |
| Paços de Ferreira           | 1 - 0                       | Desportivo das Aves         |

| 3ª Jornada (21 de Janeiro) | 3ª Jornada (21 de Janeiro) | 3ª Jornada (21 de Janeiro) |
| -------------------------- | -------------------------- | -------------------------- |
| Equipa 1                   | Resultado                  | Equipa 2                   |
| Gondomar                   | 2 - 1                      | Freamunde                  |
| Leixões                    | 3 - 2                      | Varzim                     |
| Feirense                   | 3 - 2                      | Paços de Ferreira          |
| Desportivo das Aves        | 4 - 0                      | Porto                      |
| Boavista                   | 2 - 0                      | Trofense                   |

| 4ª Jornada (28 de Janeiro) | 4ª Jornada (28 de Janeiro) | 4ª Jornada (28 de Janeiro) |
| -------------------------- | -------------------------- | -------------------------- |
| Equipa 1                   | Resultado                  | Equipa 2                   |
| Trofense                   | 1 - 1                      | Freamunde                  |
| Porto                      | 2 - 2                      | Feirense                   |
| Varzim                     | 6 - 4                      | Gondomar                   |
| Boavista                   | 4 - 1                      | Desportivo das Aves        |
| Paços de Ferreira          | 2 - 1                      | Leixões                    |

| 5ª Jornada          | 5ª Jornada | 5ª Jornada        |
| ------------------- | ---------- | ----------------- |
| Equipa 1            | Resultado  | Equipa 2          |
| Gondomar            | 0 - 0      | Paços de Ferreira |
| Freamunde           | 1 - 0      | Varzim            |
| Feirense            | 2 - 1      | Boavista          |
| Leixões             | 2 - 1      | Porto             |
| Desportivo das Aves | 0 - 0      | Trofense          |

| 6ª Jornada (11 de Fevereiro) | 6ª Jornada (11 de Fevereiro) | 6ª Jornada (11 de Fevereiro) |
| ---------------------------- | ---------------------------- | ---------------------------- |
| Equipa 1                     | Resultado                    | Equipa 2                     |
| Trofense                     | 1 - 1                        | Varzim                       |
| Desportivo das Aves          | 1 - 3                        | Feirense                     |
| Porto                        | 3 - 1                        | Gondomar                     |
| Boavista                     | 1 - 1                        | Leixões                      |
| Paços de Ferreira            | 1 - 0                        | Freamunde                    |

| 7ª Jornada (18 de Fevereiro) | 7ª Jornada (18 de Fevereiro) | 7ª Jornada (18 de Fevereiro) |
| ---------------------------- | ---------------------------- | ---------------------------- |
| Equipa 1                     | Resultado                    | Equipa 2                     |
| Varzim                       | 0 - 1                        | Paços de Ferreira            |
| Leixões                      | 3 - 0                        | Desportivo das Aves          |
| Gondomar                     | 4 - 0                        | Boavista                     |
| Freamunde                    | 1 - 2                        | Porto                        |
| Feirense                     | 0 - 1                        | Trofense                     |

| 8ª Jornada          | 8ª Jornada | 8ª Jornada        |
| ------------------- | ---------- | ----------------- |
| Equipa 1            | Resultado  | Equipa 2          |
| Trofense            | 1 - 1      | Paços de Ferreira |
| Porto               | 2 - 1      | Varzim            |
| Feirense            | 0 - 0      | Leixões           |
| Desportivo das Aves | 2 - 1      | Gondomar          |
| Boavista            | 1 - 2      | Freamunde         |

| 9ª Jornada        | 9ª Jornada | 9ª Jornada          |
| ----------------- | ---------- | ------------------- |
| Equipa 1          | Resultado  | Equipa 2            |
| Gondomar          | 1 - 2      | Feirense            |
| Freamunde         | 4 - 2      | Desportivo das Aves |
| Paços de Ferreira | 2 - 0      | Porto               |
| Leixões           | 2 - 2      | Trofense            |
| Varzim            | 3 - 1      | Boavista            |

### Zona Sul

#### Campeonato de Inverno
Equipas participantes
Na edição 2008/2009 pela Zona Sul participaram:
AF LisboaBelenenses, Benfica, Estrela da Amadora, Mafra, Sporting, Torreense

|    | Equipa             | Pts | J | V | ESG | ECG | D | GM | GS | +/- | Comentários                   |
| -- | ------------------ | --- | - | - | --- | --- | - | -- | -- | --- | ----------------------------- |
| 1. | Mafra              | 12  | 5 | 4 | 0   | 0   | 1 | 9  | 6  | +3  | Apurados para a fase seguinte |
| 2. | Belenenses         | 11  | 5 | 3 | 0   | 1   | 1 | 13 | 5  | +8  | Apurados para a fase seguinte |
| 3. | Estrela da Amadora | 9   | 5 | 3 | 0   | 0   | 2 | 11 | 6  | +5  |                               |
| 4. | Benfica            | 9   | 5 | 3 | 0   | 0   | 2 | 6  | 9  | -3  |                               |
| 5. | Sporting           | 5   | 5 | 1 | 0   | 1   | 3 | 7  | 9  | -2  |                               |
| 6. | Torreense          | 0   | 5 | 0 | 0   | 0   | 5 | 2  | 13 | -11 |                               |

Jornadas
| 1ª Jornada (22 de Outubro) | 1ª Jornada (22 de Outubro) | 1ª Jornada (22 de Outubro) |
| -------------------------- | -------------------------- | -------------------------- |
| Equipa 1                   | Resultado                  | Equipa 2                   |
| Estrela da Amadora         | 0 - 1                      | Belenenses                 |
| Sporting                   | 2 - 3                      | Mafra                      |
| Benfica                    | 2 - 1                      | Torreense                  |

| 2ª Jornada (29 de Outubro) | 2ª Jornada (29 de Outubro) | 2ª Jornada (29 de Outubro) |
| -------------------------- | -------------------------- | -------------------------- |
| Equipa 1                   | Resultado                  | Equipa 2                   |
| Belenenses                 | 2 - 2                      | Sporting                   |
| Torreense                  | 1 - 3                      | Estrela da Amadora         |
| Mafra                      | 1 - 0                      | Benfica                    |

| 3ª Jornada (12 de Novembro) | 3ª Jornada (12 de Novembro) | 3ª Jornada (12 de Novembro) |
| --------------------------- | --------------------------- | --------------------------- |
| Equipa 1                    | Resultado                   | Equipa 2                    |
| Benfica                     | 2 - 1                       | Belenenses                  |
| Sporting                    | 1 - 2                       | Estrela da Amadora          |
| Torreense                   | 0 - 1                       | Mafra                       |

| 4ª Jornada (19 de Novembro) | 4ª Jornada (19 de Novembro) | 4ª Jornada (19 de Novembro) |
| --------------------------- | --------------------------- | --------------------------- |
| Equipa 1                    | Resultado                   | Equipa 2                    |
| Belenenses                  | 3 - 1                       | Mafra                       |
| Estrela da Amadora          | 5 - 0                       | Benfica                     |
| Sporting                    | 1 - 0                       | Torreense                   |

| 5ª Jornada (3 de Dezembro) | 5ª Jornada (3 de Dezembro) | 5ª Jornada (3 de Dezembro) |
| -------------------------- | -------------------------- | -------------------------- |
| Equipa 1                   | Resultado                  | Equipa 2                   |
| Torreense                  | 0 - 6                      | Belenenses                 |
| Mafra                      | 3 - 1                      | Estrela da Amadora         |
| Benfica                    | 2 - 1                      | Sporting                   |

#### Campeonato de Primavera
O Campeonato de Primavera da Zona Sul realizou-se entre 17 de Dezembro de 2008 e 25 de Fevereiro de 2009.
Equipas participantes
Na edição 2008/2009 pela Zona Sul participaram:
AF LisboaBelenenses, Benfica, Estrela da Amadora, Mafra, Sporting, Torreense

|    | Equipa             | Pts | J | V | ESG | ECG | D | GM | GS | +/- | Comentários                   |
| -- | ------------------ | --- | - | - | --- | --- | - | -- | -- | --- | ----------------------------- |
| 1. | Sporting           | 13  | 5 | 4 | 1   | 0   | 0 | 9  | 3  | +6  | Apurados para a fase seguinte |
| 2. | Mafra              | 11  | 5 | 3 | 2   | 0   | 0 | 8  | 2  | +6  |                               |
| 3. | Belenenses         | 9   | 5 | 2 | 2   | 0   | 1 | 10 | 4  | +6  |                               |
| 4. | Torreense          | 7   | 5 | 1 | 1   | 1   | 2 | 7  | 8  | -1  | Apurados para a fase seguinte |
| 5. | Benfica            | 3   | 5 | 1 | 0   | 0   | 4 | 4  | 10 | -6  |                               |
| 6. | Estrela da Amadora | 2   | 5 | 0 | 0   | 1   | 4 | 5  | 16 | -11 |                               |

Jornadas
| 1ª Jornada (22 de Outubro) | 1ª Jornada (22 de Outubro) | 1ª Jornada (22 de Outubro) |
| -------------------------- | -------------------------- | -------------------------- |
| Equipa 1                   | Resultado                  | Equipa 2                   |
| Belenenses                 | 5 - 0                      | Estrela da Amadora         |
| Mafra                      | 0 - 0                      | Sporting                   |
| Torreense                  | 4 - 1                      | Benfica                    |

| 2ª Jornada (21 de Janeiro) | 2ª Jornada (21 de Janeiro) | 2ª Jornada (21 de Janeiro) |
| -------------------------- | -------------------------- | -------------------------- |
| Equipa 1                   | Resultado                  | Equipa 2                   |
| Sporting                   | 2 - 1                      | Belenenses                 |
| Benfica                    | 1 - 2                      | Mafra                      |
| Estrela da Amadora         | 1 - 1                      | Torreense                  |

| 3ª Jornada (4 de Fevereiro) | 3ª Jornada (4 de Fevereiro) | 3ª Jornada (4 de Fevereiro) |
| --------------------------- | --------------------------- | --------------------------- |
| Equipa 1                    | Resultado                   | Equipa 2                    |
| Belenenses                  | 2 - 0                       | Benfica                     |
| Estrela da Amadora          | 2 - 3                       | Sporting                    |
| Mafra                       | 1 - 0                       | Torreense                   |

| 4ª Jornada (18 de Fevereiro) | 4ª Jornada (18 de Fevereiro) | 4ª Jornada (18 de Fevereiro) |
| ---------------------------- | ---------------------------- | ---------------------------- |
| Equipa 1                     | Resultado                    | Equipa 2                     |
| Mafra                        | 0 - 0                        | Belenenses                   |
| Benfica                      | 2 - 1                        | Estrela da Amadora           |
| Torreense                    | 0 - 2                        | Sporting                     |

| 5ª Jornada (25 de Fevereiro) | 5ª Jornada (25 de Fevereiro) | 5ª Jornada (25 de Fevereiro) |
| ---------------------------- | ---------------------------- | ---------------------------- |
| Equipa 1                     | Resultado                    | Equipa 2                     |
| Belenenses                   | 2 - 2                        | Torreense                    |
| Estrela da Amadora           | 1 - 5                        | Mafra                        |
| Sporting                     | 1 - 0                        | Benfica                      |

## Quartos-Finais
| Zona Norte | Zona Norte        | Zona Norte       | Zona Norte | Zona Sul | Zona Sul  | Zona Sul   | Zona Sul |
| Data       | Equipa1           | Resultado        | Equipa2    | Equipa1  | Resultado | Equipa2    | Data     |
| ---------- | ----------------- | ---------------- | ---------- | -------- | --------- | ---------- | -------- |
| 25/03/09   | Porto             | 2 - 1            | Leixões    | Mafra    | 3 - 1     | Torreense  | 25/03/09 |
| 28/03/09   | Paços de Ferreira | 0 - 0 (7-6 g.p.) | Gondomar   | Sporting | 0 - 2     | Belenenses | 18/03/09 |

## Meias-Finais
| Zona Norte | Zona Norte | Zona Norte       | Zona Norte        | Zona Sul | Zona Sul         | Zona Sul   | Zona Sul |
| Data       | Equipa1    | Resultado        | Equipa2           | Equipa1  | Resultado        | Equipa2    | Data     |
| ---------- | ---------- | ---------------- | ----------------- | -------- | ---------------- | ---------- | -------- |
| 1/04/09    | Porto      | 1 - 1 (4-2 g.p.) | Paços de Ferreira | Mafra    | 2 - 2 (4-2 g.p.) | Belenenses | 14/04/09 |

## Final
| Data     | Equipa1 | Resultado        | Equipa2 |
| -------- | ------- | ---------------- | ------- |
| 21/05/09 | Porto   | 0 - 0 (6-5 g.p.) | Mafra   |